# Önnarp, nordväst
Önnarp, nordväst este o arie protejată (arie specială de conservare — SAC, sit de importanță comunitară — SCI) din Suedia întinsă pe o suprafață de 0,39 ha, integral pe uscat.

## Localizare
Centrul sitului Önnarp, nordväst este situat la coordonatele 57°50′03″N 13°32′57″E / 57.8341°N 13.5493°E.

## Înființare
Situl Önnarp, nordväst a fost declarat sit de importanță comunitară în iunie 2001 pentru a proteja un număr necunoscut de specii din flora spontană și fauna sălbatică aflate în arealul zonei. Situl a fost protejat și ca arie specială de conservare în martie 2011.

## Biodiversitate
Situată în ecoregiunea boreală, aria protejată conține 1 habitat natural: Pajiști fino-scandinave uscate până la mezice, bogate în specii de altitudine mică.
La baza desemnării sitului se află un număr nedeclarat de specii protejate.